# Symfonische dansen (Rachmaninov)
De compositie Symfonische dansen op. 45 is van Sergej Rachmaninov. Zij bestaat in een versie voor twee piano’s vierhandig en een versie voor groot symfonieorkest. Ze is gecomponeerd tijdens Rachmaninovs jarenlange verblijf in de Verenigde Staten en is zijn laatste compositie.

## Pianoversie
Na 1919 had Rachmaninov bijna zijn dirigentencarrière beëindigd. Hij concentreerde zich op een bestaan als pianovirtuoos. Ook het componeren gaf hij bijna op: in de resterende 26 levensjaren die hij had, voltooide hij nog maar 6 composities. In het seizoen 1939/40 – zijn 30ste concertseizoen in de Vereinigde Staten – huurde hij een zomerhuisje in Huntingdon, Long Island (New York), waar ook een geweldige vleugel stond. In die zomer voltooide hij op 10 augustus 1940 in een uitbarsting van creativiteit zijn Symfonische dansen. Hij componeerde snel in een soort uitgeklede muziektaal en noteerde het werk op slechts 4 balken (uiteindelijk wordt muziek voor twee piano's vierhandig op 2 × 4 = 8 balken genoteerd). De versie voor twee piano’s vierhandig had hij in september al voltooid en op zijn vakantieadres met Vladimir Horowitz doorgespeeld. Vanuit dit stuk voltooide hij een orkestratie voor orkest in oktober van datzelfde jaar.

## Orkestversie
De orkestratie is voor twee fluiten, piccolo, twee hobo’s; althobo, twee klarinetten, basklarinet, altsaxofoon, 2 fagotten, contrafagot, vier hoorns, drie trompetten, drie trombones, tuba, pauken, slagwerk (onder andere grote trom, bekkens, buisklokken, orkestbellen, kleine trom, tamtam, tamboerijn, triangel en xylofoon), harp, piano en strijkers.
In de orkestversie lijkt, door het gebruik van zwaar koperwerk het Dies Irae motief veel prominenter over te komen. De buisklokken die ook spelen tijdens dit thema verwijzen naar Berlioz’ Symphonie fantastique. In de orkestratie komen zaken voor die lijken te wijzen naar een nieuwe compositiefase in Rachmaninovs leven, want hij combineert orkestinstrumenten op geheel nieuwe wijze: saxofoon en houtblazers in vreemde timbres in het eerste deel en ook solo orkestpiano tegen tutti strijkers. In het tweede deel horen we een ijzige wals met vreemde chromatische houtblazerskreetjes die de dansbaarheid van de wals tegenwerken. Dit laatste is geïnterpreteerd als een verzet tegen of een verwachting van de (naderende) dood (Rachmaninov overleed in 1943) maar dit zijn speculaties.

## Het werk
Rachmaninov, altijd wat gereserveerd ten aanzien van zijn eigen composities, had van het werk niet zulke hoge verwachtingen want de zeer kritische ontvangst van zijn Derde symfonie in 1936 lag nog vers in zijn geheugen. Deze verwachtingen kwamen uit en de critici waren de eerste tien jaar na de première weinig enthousiast. Een ander bewijs van de koele ontvangst is dat Rachmaninovs platenmaatschappij RCA geen brood zag in zijn voorstel het werk samen met Horowitz op de plaat te zetten.
Het werk zit boordevol nostalgie en herinneringen aan vroegere composities. Rachmaninov had in de tijd van de compositie in ieder geval ook één familiaire zorg omdat hij recent zijn dochter met zijn schoonzoon en zijn kleinkind in het door de nazi’s bedreigde Frankrijk had achtergelaten. In het werk heeft hij het hoofdthema van zijn Eerste symfonie, eerste deel, verwerkt en in de finale delen uit zijn koorwerk op. 37. Het waarom van deze zelfcitaten is puzzelachtig en niet te achterhalen. De muziek is zo krachtig en symfonisch dat Rachmoninov het werk ook best als zijn vierde symfonie had kunnen betitelen. Het Dies Irae, een motief dat in vele van zijn werken wordt aangehaald, is frequent aanwezig en in het coda van de finale, staat Halleluja! geschreven. De muziek heeft enige jazzinvloeden, is swingend met een sterk zelfvertrouwen en is een hoogwaardige afsluiting van Rachmaninovs (relatief kleine) compositorisch oeuvre.
De delen zijn:
- Non allegro – Lento – Tempo I
- Andante con moto (Tempo di valse)
- Lento assai – Allegro vivace – Lento assai – Allegro vivace

De speeltijd is ongeveer 30 minuten.

## Choreografie
De beroemde choreograaf Michel Fokine was aanwezig toen Rachmaninov met Horowitz de dansen doorspeelde. (Fokine had recent Rachmaninovs Paganini Variaties op. 43 bewerkt voor ballet, getiteld Paganini).
In eerste instantie wilde Rachmaninov, gedreven door Fokines enthousiasme voor het werk, de drie delen van het werk Ochtend, Middagen Avond noemen en bedacht de dansen als ballet. Fokine overleed echter kort nadien en er kwam (toen) niets meer van dit idee.
Salvatore Aiello zou later wel een choreografie schrijven voor de Symphonische dansen, voor het North Carolina Dance Theater in 1991. Peter Martins deed hetzelfde in 1994 voor het New York City Ballet.